# Deutscher Handballverband
Der Deutsche Handballverband (DHV) war der Dachverband der Handballclubs und -spielgemeinschaften der Deutschen Demokratischen Republik (DDR). Er organisierte den nationalen Spielbetrieb inklusive der höchsten Spielklasse, der DDR-Oberliga, sowie den internationalen Spielbetrieb der Männer-Handballnationalmannschaft der DDR und der Frauen-Handballnationalmannschaft der DDR. 
Der Verband wurde am 21. Juni 1958 in Halle (Saale) gegründet. Er war der Nachfolger der Sektion Handball des Deutschen Turn- und Sportbundes (DTSB). Erster Präsident war der aus Magdeburg stammende Hermann Milius, vormals Präsident der Sektion Handball des Deutschen Turn- und Sportbundes.
Von 1980 bis 1989 wurde unter Mitwirkung des DHV der Handballer des Jahres gewählt.
Nach der deutschen Wiedervereinigung wurde der DHV auf der nationalen Ebene in fünf Landesverbände aufgeteilt, welche auf vier Regionalverbände des Deutschen Handballbundes (DHB) aufgeteilt wurden: Sachsen-Anhalt zum Norddeutschen Handball-Verband, Brandenburg und Mecklenburg-Vorpommern zum Nordostdeutschen Handball-Verband, Sachsen zum Süddeutschen Handball-Verband und Thüringen zum Südwestdeutschen Handballverband.
Auch auf der bis dato internationalen deutsch-deutschen Ebene wurde der DHV mit dem Deutschen Handballbund (DHB) zusammengelegt. Der DHV brachte dabei für die deutsche Männer-Handballnationalmannschaft, die zu diesem Zeitpunkt nur ein Spielrecht in der C-Weltmeisterschaft besaß, das Spielrecht der DDR-Nationalmannschaft mit ein, das zur Teilnahme an der A-Weltmeisterschaft berechtigte.